# 1830 год
1830 (ты́сяча восемьсо́т тридца́тый) год  по григорианскому календарю — невисокосный год, начинающийся в пятницу. Это 1830 год нашей эры, 10‑й год 3‑го десятилетия XIX века 2‑го тысячелетия, 1‑й год 1830‑х годов. Он закончился 195 лет назад.
| Пн | Вт | Ср | Чт | Пт | Сб | Вс |
|    |    |    |    | 1  | 2  | 3  |
| 4  | 5  | 6  | 7  | 8  | 9  | 10 |
| 11 | 12 | 13 | 14 | 15 | 16 | 17 |
| 18 | 19 | 20 | 21 | 22 | 23 | 24 |
| 25 | 26 | 27 | 28 | 29 | 30 | 31 |

| Пн | Вт | Ср | Чт | Пт | Сб | Вс |
| 1  | 2  | 3  | 4  | 5  | 6  | 7  |
| 8  | 9  | 10 | 11 | 12 | 13 | 14 |
| 15 | 16 | 17 | 18 | 19 | 20 | 21 |
| 22 | 23 | 24 | 25 | 26 | 27 | 28 |

| Пн | Вт | Ср | Чт | Пт | Сб | Вс |
| 1  | 2  | 3  | 4  | 5  | 6  | 7  |
| 8  | 9  | 10 | 11 | 12 | 13 | 14 |
| 15 | 16 | 17 | 18 | 19 | 20 | 21 |
| 22 | 23 | 24 | 25 | 26 | 27 | 28 |
| 29 | 30 | 31 |    |    |    |    |

| Пн | Вт | Ср | Чт | Пт | Сб | Вс |
|    |    |    | 1  | 2  | 3  | 4  |
| 5  | 6  | 7  | 8  | 9  | 10 | 11 |
| 12 | 13 | 14 | 15 | 16 | 17 | 18 |
| 19 | 20 | 21 | 22 | 23 | 24 | 25 |
| 26 | 27 | 28 | 29 | 30 |    |    |

| Пн | Вт | Ср | Чт | Пт | Сб | Вс |
|    |    |    |    |    | 1  | 2  |
| 3  | 4  | 5  | 6  | 7  | 8  | 9  |
| 10 | 11 | 12 | 13 | 14 | 15 | 16 |
| 17 | 18 | 19 | 20 | 21 | 22 | 23 |
| 24 | 25 | 26 | 27 | 28 | 29 | 30 |
| 31 |    |    |    |    |    |    |

| Пн | Вт | Ср | Чт | Пт | Сб | Вс |
|    | 1  | 2  | 3  | 4  | 5  | 6  |
| 7  | 8  | 9  | 10 | 11 | 12 | 13 |
| 14 | 15 | 16 | 17 | 18 | 19 | 20 |
| 21 | 22 | 23 | 24 | 25 | 26 | 27 |
| 28 | 29 | 30 |    |    |    |    |

| Пн | Вт | Ср | Чт | Пт | Сб | Вс |
|    |    |    | 1  | 2  | 3  | 4  |
| 5  | 6  | 7  | 8  | 9  | 10 | 11 |
| 12 | 13 | 14 | 15 | 16 | 17 | 18 |
| 19 | 20 | 21 | 22 | 23 | 24 | 25 |
| 26 | 27 | 28 | 29 | 30 | 31 |    |

| Пн | Вт | Ср | Чт | Пт | Сб | Вс |
|    |    |    |    |    |    | 1  |
| 2  | 3  | 4  | 5  | 6  | 7  | 8  |
| 9  | 10 | 11 | 12 | 13 | 14 | 15 |
| 16 | 17 | 18 | 19 | 20 | 21 | 22 |
| 23 | 24 | 25 | 26 | 27 | 28 | 29 |
| 30 | 31 |    |    |    |    |    |

| Пн | Вт | Ср | Чт | Пт | Сб | Вс |
|    |    | 1  | 2  | 3  | 4  | 5  |
| 6  | 7  | 8  | 9  | 10 | 11 | 12 |
| 13 | 14 | 15 | 16 | 17 | 18 | 19 |
| 20 | 21 | 22 | 23 | 24 | 25 | 26 |
| 27 | 28 | 29 | 30 |    |    |    |

| Пн | Вт | Ср | Чт | Пт | Сб | Вс |
|    |    |    |    | 1  | 2  | 3  |
| 4  | 5  | 6  | 7  | 8  | 9  | 10 |
| 11 | 12 | 13 | 14 | 15 | 16 | 17 |
| 18 | 19 | 20 | 21 | 22 | 23 | 24 |
| 25 | 26 | 27 | 28 | 29 | 30 | 31 |

| Пн | Вт | Ср | Чт | Пт | Сб | Вс |
| 1  | 2  | 3  | 4  | 5  | 6  | 7  |
| 8  | 9  | 10 | 11 | 12 | 13 | 14 |
| 15 | 16 | 17 | 18 | 19 | 20 | 21 |
| 22 | 23 | 24 | 25 | 26 | 27 | 28 |
| 29 | 30 |    |    |    |    |    |

| Пн | Вт | Ср | Чт | Пт | Сб | Вс |
|    |    | 1  | 2  | 3  | 4  | 5  |
| 6  | 7  | 8  | 9  | 10 | 11 | 12 |
| 13 | 14 | 15 | 16 | 17 | 18 | 19 |
| 20 | 21 | 22 | 23 | 24 | 25 | 26 |
| 27 | 28 | 29 | 30 | 31 |    |    |

## События
- 7 января — в Келуше под Лиссабоном скончалась королева-консорт Португалии Карлота Жоакина, глава абсолютистской партии, неоднократно пытавшаяся свергнуть своего мужа Жуана VI и отменить законодательство времён Португальской революции 1820 года[1].
- 13 января — Венесуэла выходит из состава Великой Колумбии. Первым главой государства становится Хосе Антонио Паэс[2].
- 2 марта — король Франции Карл Х в тронной речи на открытии парламентской сессии заявляет о нерушимости абсолютизма и критикует оппозицию[3]
- 16 марта — палата депутатов парламента Франции направляет королю Карлу Х адрес с критикой деятельности правительства графа Жюля Полиньяка. Король объявил заседания палаты прерванными до 1 сентября 1830 года[3].
- 1 апреля — президентом Чили назначен консерватор Хосе Томас Овалье[4].
- 6 апреля
  - Конгресс Мексики издал закон, запрещающий иммиграцию из сопредельных государств в пограничные районы Мексики, прежде всего из США в Техас. Это вызвало нарастание конфликта Мексики с США и американскими колонистами[5].
- 17 апреля — в Чили армия консерваторов разбила при Лиркае армию либералов генерала Рамона Фрейре[6].
- 4 мая — ушёл в отставку президент Великой Колумбии Симон Боливар[7].
- 13 мая — Государство Южная Колумбия (Кито) вышла из состава Великой Колумбии. Главой государства стал Хуан Хосе Флорес[8].
- 16 мая — король Франции Карл Х распустил палату депутатов парламента и назначил новые выборы[3].
- 4 июня — убит заговорщиками президент Национального конгресса Великой Колумбии маршал Антонио Хосе Сукре[9].
- 13 июня — временным президентом Великой Колумбии избран Хоакин Москера[7].
- 14 июня — вторжение французской армии в Алжир[10].
- 26 июня — скончался король Великобритании Георг IV. Престол перешёл к его младшему брату Вильгельму IV[11].
- 5 июля — французский экспедиционный корпус после осады захватил город Алжир[12]
- 25 июля — король Франции Карл X подписал ордонансы об ограничении избирательного права, ставшие толчком к революции в стране[13]
- 28 июля — начало Июльской революции во Франции[13].
- 30 июля — во Франции основано Общество друзей народа Огюста Бланки
- 1 августа — новое правительство Франции признаёт независимость республик Латинской Америки от Испании[14].
- 2 августа — король Франции Карл Х отрёкся в Рамбуйе от престола, поручив королевство наместнику герцогу Орлеанскому[13].
- 7 августа — королём Франции избран Луи-Филипп I Орлеанский. Основана Июльская монархия[13].
- 12 августа — свергнутый король Франции Карл Х с семьёй отплыл из Шербура в изгнание в Англию[15]
- 14 августа — новый король Франции Луи-Филипп подписал новую конституционную Хартию, ограничившую королевскую власть[16]
- 5 сентября — генерал Рафаэль Урданета захватил власть в Великой Колумбии[17].
- 16 сентября — Франсиско Морасан объявлен президентом Соединённых провинций Центральной Америки[18].
- 22 сентября — Государство Южная Колумбия переименовано в Эквадор[8].
- 4 октября — Бельгия провозглашает независимость от Нидерландов[19].
- 29 ноября — начало польского национально-освободительного восстания[20].
- 5 декабря — после отхода российской армии из восставшего Царства польского диктатором Польши назначен генерал Юзеф Хлопицкий[21].
- 27 декабря — во Франции объявлено об уходе в отставку командующего Национальной гвардией генерала Мари-Жозефа Лафайета[22]

### Без точных дат
- Холерные бунты в России (1830—1832)[23].
- Основано Московское ремесленное учебное заведение — нынешний МГТУ им. Н. Э. Баумана[24].
- Основан Акмолинск (современная Астана)[25].

## Родились
См. также: Категория:Родившиеся в 1830 году
- 21 февраля — Генри Уоллис — английский художник-прерафаэлит, писатель (ум. 1916).
- 15 марта — Пауль Хейзе, немецкий писатель, лауреат Нобелевский премии по литературе 1910 года.
- 9 апреля — Эдвард Мейбридж, английский и американский фотограф, изобретатель устройства для проецирования фильмов.
- 13 апреля — Эдуард Лассен, датский композитор, дирижёр и музыкальный педагог (ум. 1904).
- 26 апреля — Пётр Иванович Капнист, русский писатель, драматург, поэт.
- 1 мая — Гвидо Гезелле — фламандский поэт и филолог.
- 16 мая — Николай Васильевич Неврев — русский исторический и жанровый живописец, член Товарищества передвижников (ум. 1904).
- 24 мая — Алексей Кондратьевич Саврасов, русский художник-пейзажист, один из членов-учредителей Товарищества передвижников (ум. 1897).
- 10 июля — Камиль Писсарро, французский живописец-импрессионист (ум. 1903).
- 18 августа — Франц Иосиф I, император Австрии в 1848 — 1868 годах, император Австро-Венгрии в 1868 — 1916 годах (ум. 1916)
- 15 сентября — Хосе де ла Крус Порфирио Диас Мори, мексиканский политический и государственный деятель, генерал, президент Мексики в 1877—1880, 1884—1910 годах (ум. 1915).
- 18 сентября — Михаил Васильевич Загоскин, прозаик и журналист (ум. 1904).
- 24 октября — Марианна Норт (ум. 1890), английская путешественница и художница.
- 17 декабря — Жюль де Гонкур — французский писатель (ум. 1870), младший брат Эдмона де Гонкура.
- 20 декабря — Эдуард Карл Август Рим, германский протестантский теолог; профессор богословия в Университете Галле[26].
- 31 декабря — Исмаил-Паша — правитель Египта в 1863—1879 годах (ум. 1895)

## Скончались
См. также: Категория:Умершие в 1830 году
- 4 января — Матвей Петрович Глазунов, московский купец, основатель старейшей в Российской империи книжной фирмы (род. 1757).
- 7 января — Карлота Жоакина Бурбон, королева-консорт Португалии, глава абсолютистской партии, неоднократно пытавшаяся свергнуть своего мужа Жуана VI (род. 1775).
- 18 апреля — Жозе Маурисио Нунес Гарсиа, бразильский композитор и музыкант-мультиинструменталист (род. в 1767).
- 17 марта — Лоран де Гувион Сен—Сир, маршал Наполеона, военный министр Франции (1815, 1817—1819) (род. 1764).
- 12 мая — Дионизас Пошка, литовский поэт и собиратель древностей (р. 1757).
- 16 мая — Жан Батист Жозеф Фурье, французский математик и физик (р. 1768).
- 4 июня — маршал Антонио Хосе Сукре, один из руководителей борьбы за освобождение Латинской Америки, президент Боливии в 1826 — 1828 годах (род. 1795)
- 26 июня — Георг IV, король Великобритании в 1820—1830 годах (род. 1762).
- 1 сентября — Василий Львович Пушкин, русский поэт, дядя Александра Сергеевича Пушкина (р. 1770).
- 15 сентября — Уильям Хаскинсон, английский политический деятель и первый человек, погибший под колёсами поезда (р. 1770).
- 5 октября — Динику Голеску, румынский писатель, (род. 1777).
- 9 ноября — Ян Снядецкий, польский астроном, математик, философ (р. 1756).
- 8 декабря — Анри-Бенжамен Констан де Ребек, французский политик и писатель швейцарского происхождения, политический деятель эпохи Французской революции, Первой империи, Реставрации и Июльской монархии (род. 1767).
- 17 декабря — Симон Боливар, «Освободитель», лидер борьбы за освобождение Латинской Америки (род. 1783).